# Europeana 1914-1918

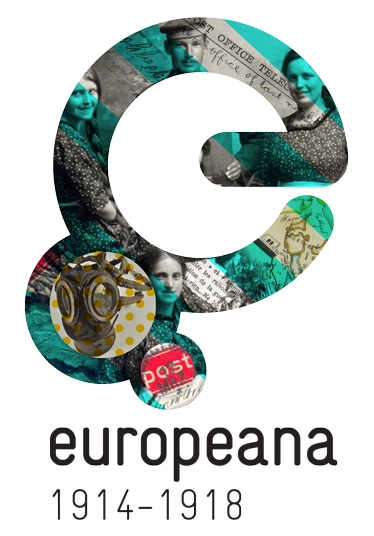
Logo ufficiale di Europeana 1914-1918

Europeana 1914-1918 è un grande progetto di digitalizzazione e pubblicazione di fonti primarie e secondarie sulla prima guerra mondiale. È coordinato da Europeana, come parte di un più ampio programma di digitalizzazione del patrimonio culturale europeo.
La collezione è composta da tre elementi principali: Europeana 1914-1918, che raccoglie storie personali e memorabilia individuali, in alcuni casi raccolti attraverso una serie di laboratori pubblici dove il materiale era fotografato o scannerizzato da addetti; Europeana Collections 1914-1918, un programma di digitalizzazione coordinato tra dieci delle più grandi biblioteche in otto paesi europei; EFG 1914, un progetto di digitalizzazione di un consistente numero di film muti raccolti attraverso lo European Film Gateway.

## Il progetto

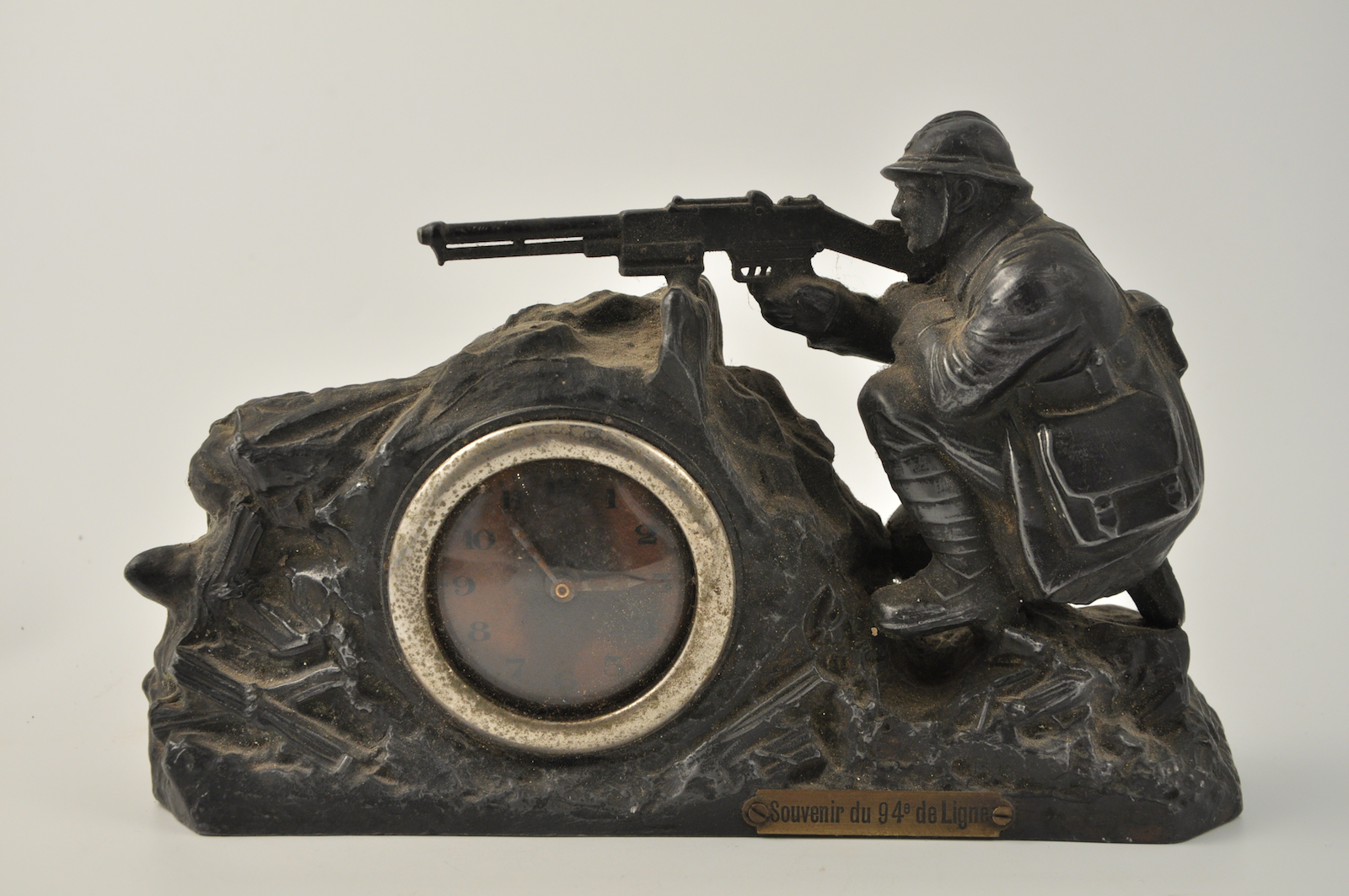
Orologio francese, raccolto durante un "Collection Day" nel 2013

Il progetto di Europeana 1914-1918 fu annunciato pubblicamente nel 2011 come "Europeana collections 1914-1918: Remembering the First World War", con l'obiettivo di digitalizzare fonti storiche provenienti da tredici istituzioni museali e archivistiche. Il piano originale riguardava circa 425.000 oggetti digitalizzati da parte delle istituzioni partecipanti, insieme ad altri 27.000 fonti (nella maggior parte fotografie provenienti dalla Gran Bretagna e dalla Francia) già in Europeana ed altre 75.000 digitalizzate ma non ancora pubblicate sul sito. Il fine ultimo era la creazione di "collezioni speciali" di manoscritti, opere d'arte, libri, mappe, musica, che raccogliessero materiali unici o rari. Le fonti, conservate fisicamente in istituzioni diverse, sarebbero così divenute accessibili in un unico archivio digitale integrato, garantendo, dove possibile, la possibilità di riutilizzo delle digitalizzazioni tramite licenze aperte.
Lo sforzo economico richiesto per la realizzazione del progetto era stimato complessivamente in 5,4 milioni di euro, dei quali 3,1 milioni destinati alle istituzioni partecipanti per spese di personale e 1 milione per la digitalizzazione dei documenti. La prima collezione, che raccoglieva giornali austriaci e fotografie e quotidiani italiani, venne pubblicata nel marzo 2012. Nel 2013 iniziavano le presentazioni pubbliche delle collezioni digitalizzate, culminate nell'Europeana Transcribathon Campus di Berlino del 2017, un evento che aveva l'obiettivo di trascrivere lettere, diari e giornali contenuti in Europeana 1914-1918 ed in Europeana Newspapers.
Europeana 1914-1918 iniziava nel marzo 2011 una prima "tournée" di eventi per incoraggiare il pubblico a offrire manufatti o documenti (e i dati e le storie a loro collegate) per la digitalizzazione in appositi laboratori ("Collection Days"). Nel dicembre 2013 si erano già tenute 51 sessioni di raccolta dati in tutta l'Europa. L'iniziativa faceva uso del Community Collection Model inventato all'Università di Oxford da Stuart Lee e Kate Lindsay nel 2008 e usato per il The Great War Archive.
Il portale pubblico principale del progetto è lanciato alla Biblioteca di Stato di Berlino il 29 gennaio 2014 da Monika Grütters, Commissario Federale tedesco per la cultura e comunicazione. Al momento del lancio il sito possedeva circa 400.000 oggetti digitalizzati da parte dei partners, affiancati da 90.000 oggetti "personali" e 660 ore di film.

### La collezione
Nel 2018 la collezione di Europeana 1914-1918 contava 284.100 testi, 198.737 immagini, 2.999 video, 321 oggetti 3D e 85 registrazioni audio. Le fonti sono state raccolte dai curatori del sito in collezioni a seconda del medium (diari, lettere, film, cartoline, documenti ufficiali, fotografie) e di alcune ampie tematiche (fronte orientale, fronte italiano, fronte interno, donne nella guerra, guerra navale e guerra aerea).

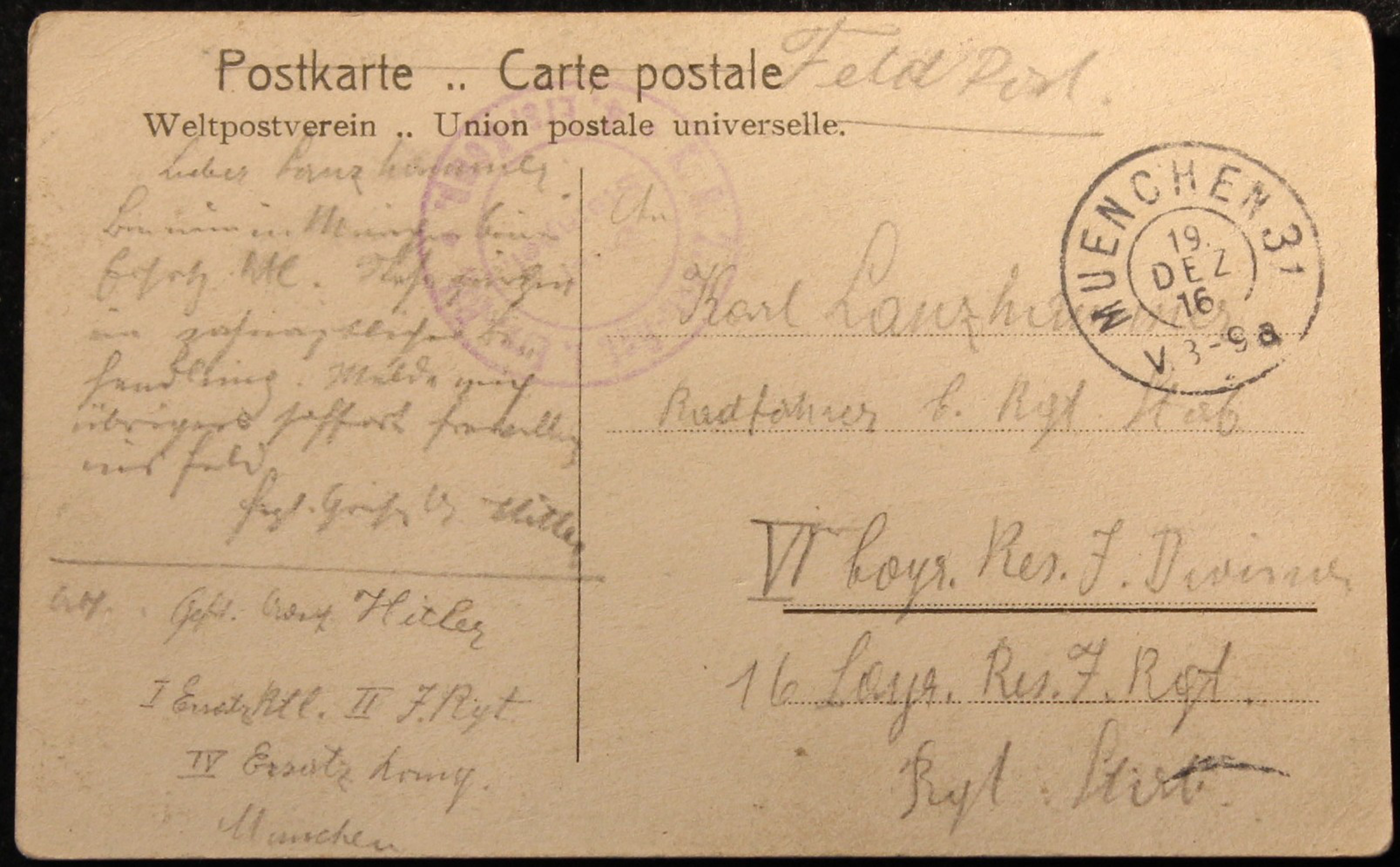
Cartolina scritta da Hitler nel 1916, digitalizzata per Europeana 1914-1918 nel 2012

 L'interesse pubblico è stato spesso attratto da singoli oggetti o piccole collezioni. È il caso, ad esempio, della corrispondenza proveniente dalle collezioni della British Library riguardo all'India Office, che ha evidenziato il coinvolgimento di soldati indiani durante il conflitto, soprattutto sul fronte occidentale. Altra scoperta che ha riscosso grande successo mediatico è stato il ritrovamento di una cartolina scritta da Adolf Hitler mentre era ricoverato in ospedale e inviata nel 1916 ad un suo commilitone.

### Partecipazione online
Gli utenti del sito Europeana 1914-1918 hanno la possibilità di proporre direttamente delle digitalizzazioni di fonti in proprio possesso, senza passare per i laboratori allestiti in occasione dei Collection Days di Europeana. Per farlo l'utente deve registrare un account gratuito e caricare il proprio file accompagnato da una descrizione e da tutti i metadati rilevanti. L'oggetto sarà in seguito esaminato dagli addetti di Europeana ed eventualmente pubblicato sul sito.
Un altro modo per contribuire al progetto è il Transcribathon online: attraverso un account gratuito il visitatore ha la possibilità di trascrivere in formato digitale manoscritti e materiale a stampa presenti su Europeana 1914-1918. Nel 2018 i volontari avevano trascritto quasi diecimila documenti sui circa trentaseimila disponibili.